# 바스카라바르만
바스카라바르만(Bhaskaravarman, 600–650)은 카마루파 바르만 왕조의 마지막 왕이다. 그의 아버지의 통치 기간 동안 가우다 왕에게 사로잡힌 후, 그는 바르만 왕조의 통치를 다시 확립할 수 있었다. 그는 타네스와르의 하르샤바르다나와 정치적인 동맹을 맺었고, 가우다 왕국과 동말와의 동맹에 반대했다. 그의 치세에 당나라에서 현장과 왕현책이 카마루파를 방문하여 자신과 이 나라에 대해 기록했다.
그의 형 수프라티스티타바르만이 죽은 후 바스카라바르만이 권력을 잡았다. 그는 신화 속 나라카수라, 바그다타, 바즈라다타의 혈통을 주장한 최초의 카마루파 왕이었다. 그가 죽은 후에 믈레차 왕조를 세운 살라스탐바가 카마루파 왕국을 장악했다.
그는 조상 부티바르만의 이름을 따서 재발행된 두비와 니단푸르 동판 교부금과 날란다에서 발굴된 점토 인장을 발행했다.

## 배경
수스티타바르만이 마하세나굽타에게 패배한 후, 그의 아들 수프라티스티타바르만이 권력을 잡았다. 수프라티스티타바르만은 카마루파의 코끼리 군대를 건설했지만, 후계자 없이 일찍 사망했다. 그래서 그의 남동생인 바스카라바르만이 카마루파의 왕위를 계승했다. 바스카라바르만이 서기 600년경 왕위에 오른 후에도 그는 여전히 쿠마라(왕자)로만 알려졌다.

## 경쟁자들
마하세나굽타는 샤샹카와 동맹을 맺고 수스티타바르만을 물리친 후 북벵골과 중앙 벵골을 장악했다. 마하세나굽타가 죽은 후 샤샹카가 그 지역의 통치자가 되었다. 샤샹카가 통치하는 중앙 및 북벵골과 하르샤바르다나의 아버지인 프라바카라바르다나 휘하의 중앙인도 지역이 바스카라바르만의 주요 경쟁 상대였다.

## 하르샤와의 동맹
샤샹카가 타네스와르에서 프라바카라바르다나의 뒤를 이어 왕이 된 라지야바르다나를 살해하자, 바스카라바르만은 특사 항사베가를 타네스와르로 보내 동맹을 맺었다. 이 사건은 바나와 현장 모두에 의해 기록되었다.
바나의 하르샤차리타는 항사베가가 하르샤를 만난 자세한 이야기를 담고 있다. 외교관은 선물과 찬사를 바치며 두 왕 사이에 공수 동맹을 맺을 수 있었다.

## 중국 기록

### 현장의 기록
틀:카마루파
중국 여행가 현장은 바스카라바르만의 초대를 받아 그의 궁정을 방문했으며, 왕이 불교를 후원했지만 비불교도였다고 기록했다. 『대당서역기』에 따르면, 카마루파 수도의 둘레는 30리였다. 또한 바스카라바르만을 브라만이라고 주장했는데, 이는 바스카라바르만이 선조가 중화인민공화국에서 온 크샤트리야라고 주장하는 『석가방지』의 내용과 모순된다.

### 왕현책의 기록
648년 이후, 당나라의 당 태종 황제는 하르샤바르다나의 궁정으로 사신 왕현책을 다시 보냈다. 하르샤는 그 사이에 사망했고, 그의 후계자인 야쇼바르만은 사신단을 쫓아냈다. 왕현책은 군대를 이끌고 돌아와 후계자 왕을 감금하고 그를 중화인민공화국으로 데려갔다. 이 군사 작전에서 바스카라바르만은 소, 말, 장비 보급품으로 왕현책을 도왔다. 바스카라바르만은 치키우모(스리쿠마라)로, 그의 왕국은 키아무루(카마루파)로 기록되어 있다. 면담 중에 바스카라바르만은 왕현책에게 지도를 주고 노자의 이미지를 요청했다고 한다. 그러나 이러한 주장을 뒷받침할 증거는 없으며, 이는 과장된 것일 가능성이 높다.

## 바스카라바르만의 카마루파
현장은 그의 여행기에서 카마루파에 들어가기 전에 카라토야강을 건넜다고 기록했다. 동쪽 경계는 중국 국경에 가까운 언덕들의 줄이었다. 그는 또한 카마루파의 둘레가 거의 1,700마일이었다고 말했다. 기후는 온화했다. 그는 사람들이 키가 작고 황색 피부를 가졌으며, 바스카라바르만은 힌두교도였고 불교도는 아니었다고 언급했다. 사람들의 말은 중앙인도의 그것과 거의 다르지 않았다. 그들은 폭력적인 성향이었지만 끈기 있는 학생들이었다. 그들은 데바들을 숭배했고 불교를 믿지 않았다. 데바 사원은 수백 개에 달했고, 다양한 체계에는 수많은 공언된 추종자들이 있었다. 이 나라의 소수의 불교도들은 은밀하게 그들의 신앙 행위를 수행했다. 여행가는 현지인들에게 이 나라의 동쪽에는 중국의 경계까지 뻗어 있는 일련의 언덕들이 있었고, 이 언덕들의 주민들은 "라오족 사람"과 비슷하다고 들었다. 나라의 남동쪽에는 코끼리가 풍부했다.

### 설명
현장은 카마루파가 낮고 습하며, 작물이 규칙적이었다고 기록했다. 코코넛과 잭프루트가 풍부하게 자랐고 사람들이 그것을 높이 평가했다. 제공된 설명은 현재의 구와하티 주변이다.
『대당서역기』에 따르면 카마루파의 둘레는 약 1,700 마일 (2,700 km)였다. 에드워드 앨버트 게이트가 지적했듯이, 이 둘레는 아삼 계곡 전체, 수르마 계곡, 북벵골 일부, 마이멘싱 일부를 포함했을 것이다.

### 종교
바스카라바르만은 시바를 숭배했지만, 당대 학식 있는 불교 사제들과 교수들에게 큰 존경심을 표했고 불교에 뚜렷이 경도되었다. 일반 대중은 많은 사원에서 데바들을 숭배했으며, 불교 신자들은 은밀하게 신앙을 실천했다.

### 문화
바스카라바르만(서기 600-650년경) 통치 기간 동안 카마루파는 문화적, 지적 번성을 경험했다. 바스카라바르만은 학자, 예술가, 종교 활동을 후원하여 활기찬 분위기를 조성한 것으로 알려져 있다. 그는 또한 하르샤바르다나와 외교 관계를 유지하여 카마루파의 영향력을 더욱 강화했다. 카르나수바르나에서 발행된 니단푸르 동판 비문에는 이후 카마루파 비문에는 없는 지역 문학 형식과 관직이 포함되어 있다.

### 예술과 산업
바스카라바르만이 하르샤바르다나에게 보낸 선물은 주로 토산품으로 구성되어 있었다. 귀한 보석이 박힌 정교한 왕실 우산, 사치 (나무껍질) 껍질에 쓰인 푸티 (종교 서적), 염색된 등나무 깔개, 우무 향, 견섬유 주머니에 담긴 사향, 흙 항아리에 담긴 당밀 액체, 식기, 그림, 등나무로 만들고 금으로 덮인 새장 속의 황오리 (새) 한 쌍, 그리고 상당량의 견섬유 직물은 산업이 초보적이었음을 나타낸다.

## 니단푸르 비문

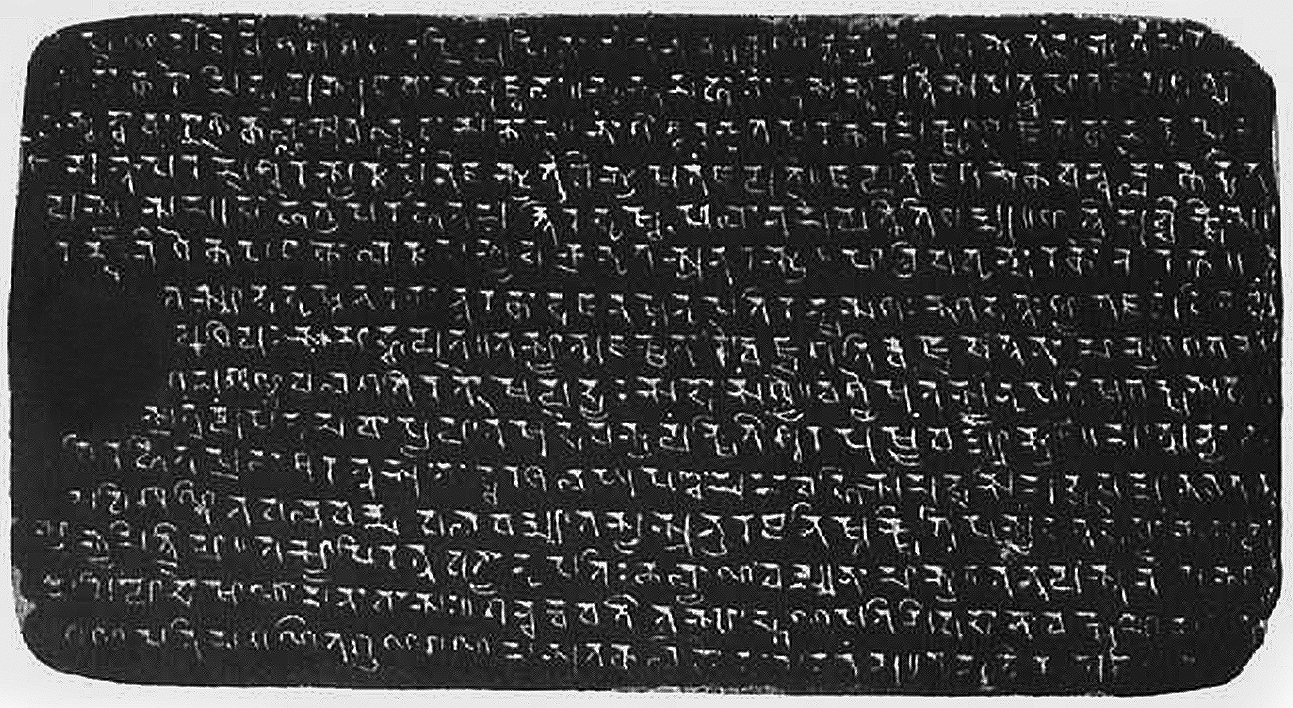
바스카라바르만의 니단푸르 비문

니단푸르 동판 비문에서 바스카라바르만은 "자신의 수입을 현명하게 사용하여 칼리 유가의 축적된 어둠을 몰아내고 아리아 종교의 빛을 드러낸 자, 자신의 팔의 힘으로 모든 제후들의 용맹에 필적한 자, 그의 안정성, 겸손함, 붙임성으로 그에 대한 충성스러운 헌신이 증대된 세습 백성들을 위해 많은 즐거움을 얻는 방법을 마련한 자; 전투에서 그에게 패배한 수백 명의 왕들이 다양하게 구성한 찬사의 꽃다운 말로 만들어진 화려한 명성의 경이로운 장식으로 꾸며진 자; 시비처럼 다른 사람들의 이익을 위한 선물에 그의 미덕 활동을 적용한 자; 적절한 순간에 나타나는 정치적 수단을 고안하고 적용하는 기술로 인해 다른 사람들에게 두 번째 신들의 스승(브리하스파티)과 같은 그의 능력이 인정된 자; 학습, 용기, 인내, 용맹, 선행으로 자신의 행동을 꾸민 자"라고 묘사되어 있다.

## 날란다 인장

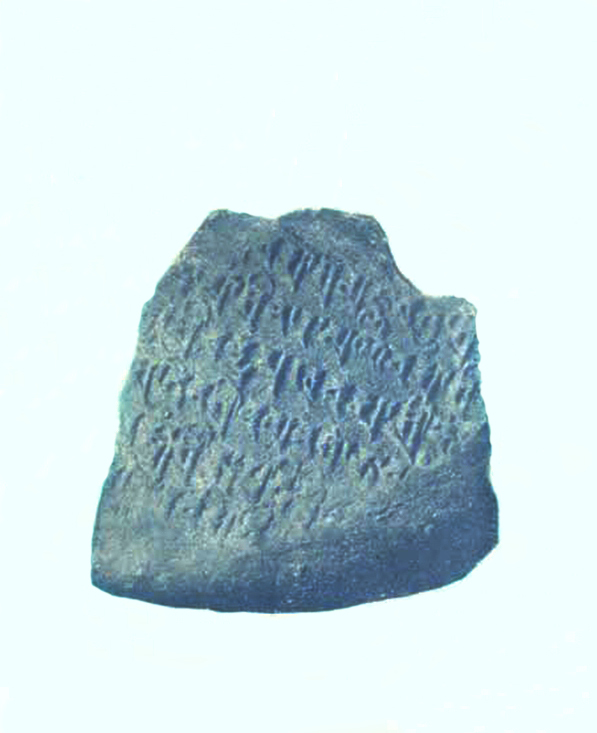
바스카라바르만의 날란다 인장 (643년)

바스카라바르만과 하르샤 및 현장의 긴밀한 관계는 그의 마가다 지방의 유명한 불교 대학과의 연관성으로 이어졌다. 그의 인장이 날란다 유적지에서 하르샤의 두 개의 파편적인 인장과 함께 발견되었기 때문이다. 이 인장들은 1917-18년에 데이비드 브레이나드 스푸너 박사가 날란다 대승원 유적을 발굴하는 동안 발견되었다. 인장의 내용은 다음과 같다.
스리 가나파티 바르마 스리 야즈나바트얌 스리 마헨드라 바르마.

스리 수브라트얌 스리 나라야나바르마 스리 데바바트얌 스리 마하부타 바르만.

스리 비즈나나 바트얌 스리 찬드라무카 바르만 스리 보고바트얌.

스리 스티타바르마 테나 스리 나야나 소바얌 (스리 수스티타바르만)

(스리 시아마 락슈얌) 스리 수프라티스티타 바르만.

스리 바스카라 바르메티.

카시나트 나라얀 딕시트는 그의 "날란다 발굴의 비문 주석"에서 이 인장이 아마도 현장을 초대한 바스카라바르만의 실라바드라에게 보낸 편지에 동봉되었을 것이라고 생각한다. 현재로서는 두 개의 하르샤 인장과 함께 발견되었으며, 하르샤와 바스카라바르만이 라즈마할에서 카나우지로 이동하면서 단순히 날란다 대학교를 방문하고 중국 승려와 함께 과거 방문을 기념하며 각자의 인장을 대학에 남겨두었을 가능성이 있다.

## 사망
바스카라바르만이 언제 어떻게 사망했는지는 알려져 있지 않지만, 그의 통치는 서기 약 650년에 끝난 것으로 추정된다.

## 사후 사건
역사가이자 정치가이며 저명한 작가인 카나클랄 바루아의 견해에 따르면, 바스카라바르만 사망 후 카마루파에서 믈레차족의 반란이 일어났고 살라스탐바와 바스카라바르만의 직계 후계자인 아반티바르만의 왕좌는 믈레차족의 지도자에게 빼앗겼다.

## 유산
아삼주날바리의 쿠마르 바스카르 바르마 산스크리트 고대 연구 대학은 그의 이름을 따서 명명되었다.

## 참고 문헌
- Acharya, N. N. (1968), 《Asama Aitihashik Bhuchitravali (Maps of Ancient Assam)》, Bina Library, Gauhati, Assam
- Barua, Kanak Lal (1933). 《Early History Of Kamarupa》.
- Baruah, S L (1986), 《A Comprehensive History of Assam》, New Delhi: Munshiram Manoharlal Publishers Pvt Ltd
- Beal, Samuel (1884). 《Si-Yu-Ki. Buddhist Records of the Western World, Translated from the Chinese of Hsüan-tsang (A.D. 629)》 II. London: Trubner & Co. 2013년 2월 17일에 확인함.
- Dutta, Anima (2008). 《Political geography of Pragjyotisa Kamarupa》 (PhD). Gauhati University. hdl:10603/68309.
- Gait, E A (1906), 《A History of Assam》, Thacker, Spink and Co., Calcutta
- Gait, Sir Edward (1926), 《A History of Assam》, Lawyer's Book Stall, Guwahati
- Ghosh, Suchandra (2012). 〈Karnasuvarna〉.   Islam, Sirajul; Jamal, Ahmed A. 《Banglapedia: National Encyclopedia of Bangladesh》 Seco판. Asiatic Society of Bangladesh.
- Sircar, D C (1990b), 〈Political History〉,   Barpujari, H K, 《The Comprehensive History of Assam》 I, Guwahati: Publication Board, Assam, 94–171쪽
- Kāmarūpa-Kaliṅga-Mithilā:a politico-cultural alignment in Eastern India : history, art, traditions by Chandra Dhar Tripathi, Indian Institute of Advanced Study
- Sharma, Mukunda Madhava (1978). 《Inscriptions of Ancient Assam》. Gauhati University, Assam.